# Marchamp
Marchamp település Franciaországban, Ain megyében. Lakosainak száma 135 fő (2022. január 1.). Marchamp Ambléon, Briord, Innimond, Lhuis, Lompnas és Seillonnaz községekkel határos.

## Népesség
A település népességének változása:
| Lakosok száma | 145  | 106  | 106  | 112  | 128  | 130  | 131  | 130  | 130  | 135  |
|               | 1968 | 1982 | 1990 | 2006 | 2013 | 2015 | 2017 | 2019 | 2020 | 2022 |